# Mads Toppel
Mads Toppel (født 30. januar 1982) er en tidligere professionel fodboldspiller fra Danmark, der senest spillede som målmand i Brøndby IF.
Toppel spillede i sin ungdom for barndomsklubben B1909 samt Næsby BK. Siden har han spillet i OB (to omgange), Randers FC, Næstved Boldklub og den norske klub Tromsø Idrettslag.